# 本杰明·拉什
本杰明·拉什（英語：Benjamin Rush，1746年1月4日—1813年4月19日），美国革命家、开国元勋、《独立宣言》签署人、费城公民运动领导人，他参与建立了狄金森学院，代表宾夕法尼亚参加大陆会议，在大陆军中担任军医总监，后在宾夕法尼亚大学担任化学和医学教授。印第安纳州拉什县和县治拉什维尔以他的名字命名。

## 后代
- 子：理查德·拉什
- 五代孙：斯托克顿·拉什